# Agrypon ambomum
Agrypon ambomum là một loài tò vò trong họ Ichneumonidae.